# Chachalaca
Chachalaca är en ort i Mexiko.   Den ligger i kommunen Tila och delstaten Chiapas, i den sydöstra delen av landet, 700 km öster om huvudstaden Mexico City. Chachalaca ligger 842 meter över havet och antalet invånare är 437.
Terrängen runt Chachalaca är bergig åt nordväst, men åt sydost är den kuperad. Runt Chachalaca är det ganska tätbefolkat, med 111 invånare per kvadratkilometer. Närmaste större samhälle är Simojovel de Allende, 14,6 km sydväst om Chachalaca. I omgivningarna runt Chachalaca växer i huvudsak städsegrön lövskog.